# Corredor verde

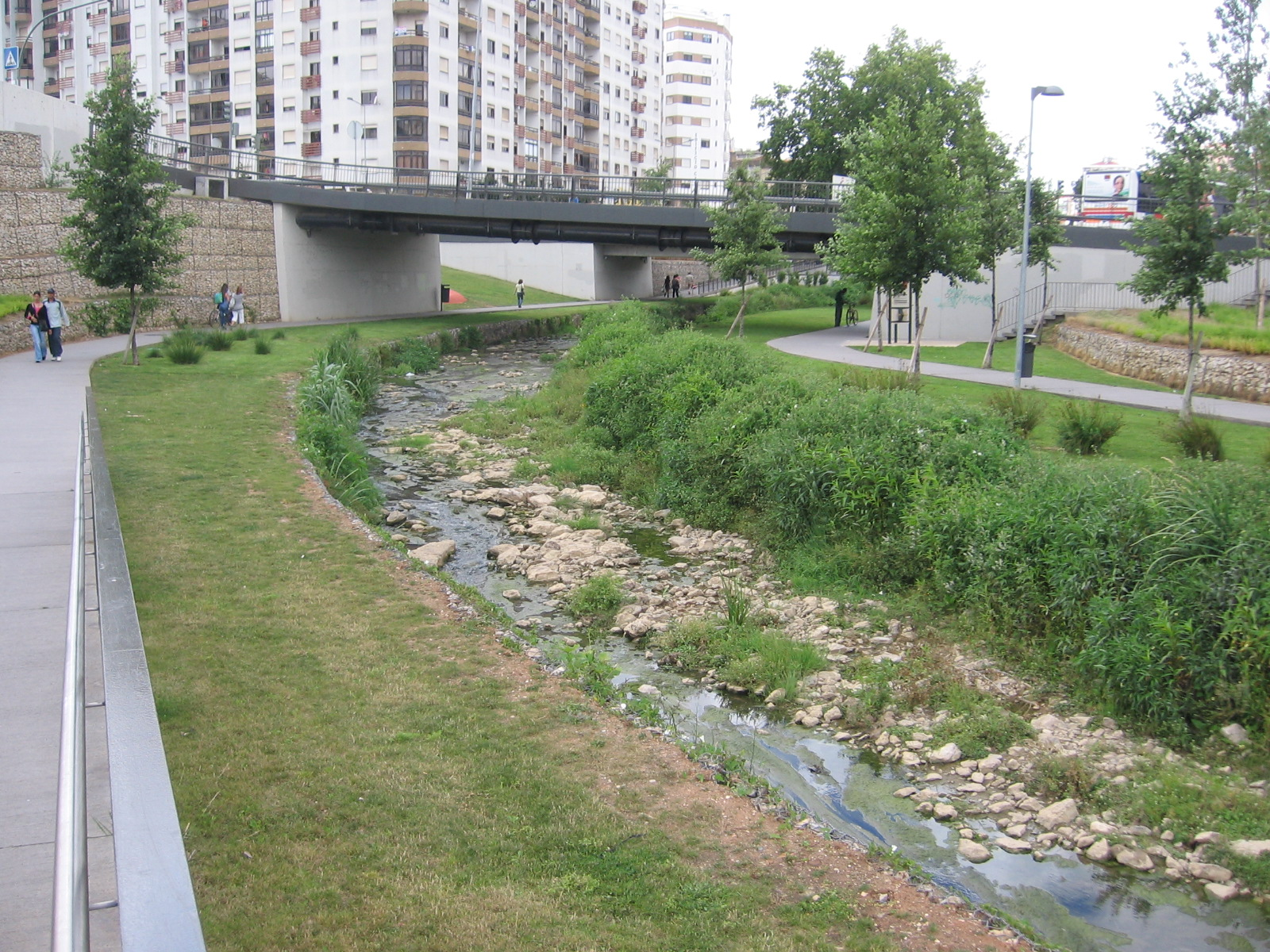
Corredor verde em Portugal.

Corredor verde ou ecovia é um  espaço livre, linear ou não, ao longo de corredores naturais, como frentes ribeirinhas, cursos de água, festos, canais, vias cénicas, linhas férreas convertidas para o uso de recreio ou que ligam entre si àreas verdes, como parques, reservas naturais, património cultural e edificado, e áreas habitacionais. 
Pode ter várias funções sendo a função ecológica muito importante para a biodiversidade do local, e a função social. 
Este conceito terá sido aplicado em cidades cuja edificação se localizava junto a áreas pantanosas ou em deltas, de configuração linear. Enquanto ideia urbanística, o corredor verde permitia dois tipos de atitudes: o passeio e a ‘experiência visual’. Estes eixos verdes garantiam ligações entre pontos-chave da cidade, motivando a ‘viagem urbana’. Por exemplo, o boulevard, que se pode considerar uma avenida ladeada de vegetação, oferecia (e ainda oferece hoje aos residentes e visitantes de Paris) o prazer de passear.
Nos EUA aparece o conceito de parkway, de que o Central Park é o melhor exemplo. Foi concebido por Olmsted em conjunto com um arquitecto inglês, os quais já previam que o grande crescimento urbano viria, mais tarde, a circundar totalmente este espaço. Assim viria a acontecer, e materializa-se também em Boston com o Boston Emerald Necklace que constituía um sistema de parques ligados entre si por estruturas lineares de espaços verdes, que cobriam toda a cidade. Também o conceito de greenbelt, desenvolvido no Reino Unido no final do século XIX, foi importante para a actual visão dos corredores verdes urbanos; ele aparece com Howard no planeamento da sua cidade-jardim. Também é nesta altura que surgem os greenways, sistemas contínuos de carácter linear que interligam as várias categorias de espaços, e que para além de limitarem a expansão urbana proporcionam áreas de lazer e recreio.

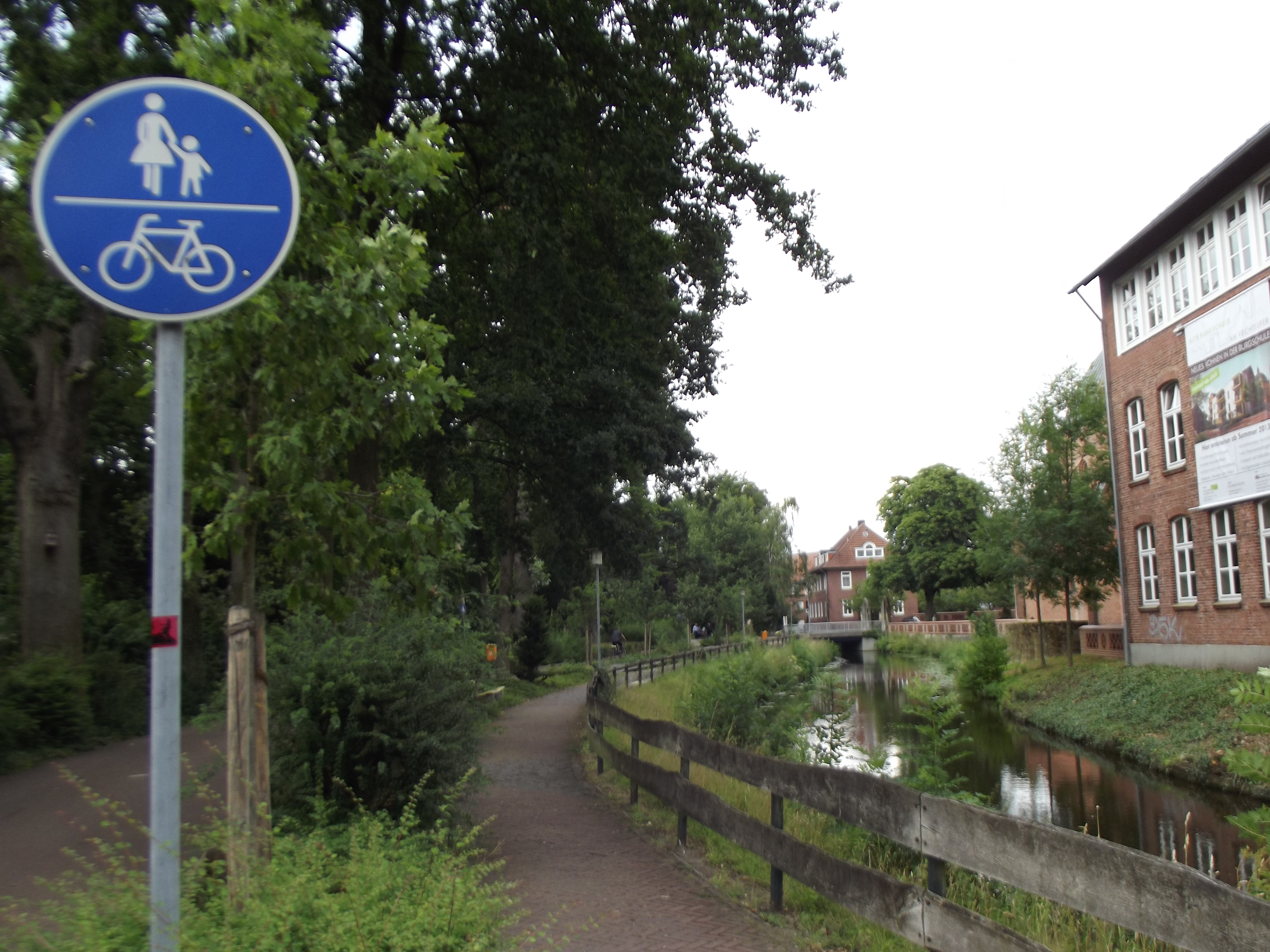
Corredor verde na Alemanha.

Posteriormente, assiste-se à emergência de ‘parques lineares’ que permitem o livre acesso aos cursos de água, a linhas de cumeada ou a outros corredores em área urbana onde não existe trânsito automóvel. Estes corredores surgem devido às primeiras preocupações ecológicas e também aos programas de controle das cheias. São desenhados com inúmeros trilhos e caminhos do agrado de grande parte do público; esta aceitação conduziu à terceira geração de corredores verdes.A partir da segunda metade dos anos oitenta e caracteriza-se pelos “multiobjectivos” que os corredores verdes apresentam; para além do recreio e do lazer e do embelezamento das áreas, propicia os habitats de vida selvagem, aumentam a qualidade da água e do ar e diminuem os riscos de cheias. Para além disso, são entendidos como locais onde existem infra-estruturas de apoio à educação ambiental. Os corredores verdes começam a ser vistos como uma potencial meio de defesa dos aspectos ecológicos.

## Exemplos

### Brasil
- Reserva da Biosfera do Cinturão Verde de São Paulo

### Área Metropolitana de Lisboa
- Corredor Verde de Monsanto, também conhecido como Corredor Verde de Lisboa, Lisboa
- Corredores da bacia da Ribeira de Alcântara, Ribeira de Alcântara, Lisboa
- Corredores de Chelas, Lisboa
- Corredor Periférico ou Parque Periférico, Lisboa
- Parque Linear da Ribeira das Jardas, Agualva-Cacém